# 허광욱
허광욱(? - )은 조선민주주의인민공화국의 정치인이다. 조선로동당 중앙검사위원회 위원이다.

## 경력
1999년 조선·오스트레일리아 친선협회 서기장을 지냈다. 121호 임업연합기업소 책임비서와 당위원장을 역임했으며 2010년 9월 조선로동당 중앙검사위원회 위원에 선임되었다.

## 기타
2011년 김정일 사망 당시에 국가장의위원회 위원을 맡았다.